# Juan Ignacio Maegli Agüero
Juan Ignacio Maegli Agüero (n. Ciudad de Guatemala, Guatemala, 21 de julio de 1988) es un regatista guatemalteco, campeón nacional entre los años 1998 y 2000, campeón de los Juegos Panamericanos de Río de Janeiro 2007, Toronto 2015 y Lima 2019, además de campeón centroamericano y del Caribe de los Juegos de Mayagüez 2010, Veracruz 2014 y Barranquilla 2018.
En los Juegos Panamericanos de 2023 compitió con el  “Equipo de Atletas Independientes” (AEI) debido a una sanción del Comité Olímpico Internacional al Comité Olímpico Guatemalteco.

## Trayectoria
Juan Ignacio ha navegado desde la edad de cuatro años, bajo la dirección de su padre, Juan Estuardo Maegli; ha representado a Guatemala en diversos eventos, superando muchas dificultades, incluyendo el hecho de ser un velerista en un país en donde este deporte no es muy practicado. Estudió Administración de Empresas en el College of Charleston (Carolina del Sur), donde compitió con los Cougars en la ICSA, siendo nombrado Patrón All American en 2010, y elegido regatista universitario del año en 2013.

### Juegos olímpicos
- Participó en los Juegos Olímpicos de Pekín 2008, clasificándose en el puesto 33 en la clase Láser.
- Participó en los Juegos Olímpicos de Londres 2012, obteniendo el noveno puesto en la clase Láser.
- Participó en los Juegos Olímpicos de Río de Janeiro 2016, obteniendo el octavo lugar en la clase Láser, mejoró su participación en los juegos anteriores.[2]
- En los Juegos Olímpicos de Tokio 2020 donde obtuvo se ubicó en el puesto 19 de la clasificación con 149 puntos netos, no logrando clasificar a la fase final de la competencia.[3]

## Palmarés
- 2023. Medalla de bronce en los Juegos Panamericanos de 2023 en ILCA 7.
- 2019. Medalla de oro en los Juegos Panamericanos de Lima.
- 2018. Medalla de oro en los Juegos Centroamericanos y del Caribe de Barraquilla.
- 2018. Campeón del LYC Olympic Class Regata/Laser Atlantic Coast en Florida.
- 2015. Medalla de oro en los Juegos Panamericanos de Toronto.
- 2014. Medalla de oro en los Juegos Centroamericanos y del Caribe de Veracruz.
- 2011: 3.º, medalla de bronce, Juegos Panamericanos, clase Laser.[4]
- 2010: 1.º, medalla de oro, Juegos Centroamericanos y del Caribe, clase Laser.[5]
- 2007: 1.º, medalla de oro, Juegos Panamericanos, clase Hobie 16.
- 2006: 2.º, medalla de plata, Juegos Centroamericanos y del Caribe, clase Hobie 16.
- 2005: 9.º, Campeonato del mundo de Hobie 16.
- 2004: 4.º, Campeonato del mundo de Hobie 16.
- 2003: 3.º, medalla de bronce, Juegos Panamericanos, clase Hobie 16.
- 2000: 10.º, Campeonato de América del Sur, clase Optimist.